# Jordbävningen i Hengchun 2006
Jordbävningen i Hengchun 2006 inträffade tisdagen den 26 december 2006 klockan 12.25 (20.25 lokal tid), med epicentrum vid Taiwans sydvästkust, ungefär 22,8 kilometer väst sydväst av Hengchung, Pingtung county, Taiwan med ett exakt hypocentrum på 21,9 kilometers djup i Luzonsundet, sundet som förbinder Sydkinesiska havet med Filippinska sjön.
Jordbävningen orsakade inte bara dödsfall och skada på byggnader, utan skadade också flera sjökablar vilket störde telekommunikation på flera håll i Asien.  